# Gouvernement Sellal I
Pour les articles homonymes, voir Gouvernement Abdelmalek Sellal.
République algérienne
Ouyahia IX Sellal II
Le gouvernement Sellal I est le gouvernement algérien en fonction du  3 septembre 2012 au 11 septembre 2013. Les principaux changements concernent le départ des ministres MSP à l'exception d'Amar Ghoul qui a créé un nouveau parti politique, ainsi que la non-reconduction d'Aboubakr Benbouzid en tant que ministre de l'éducation nationale.

## Composition
| Portefeuille | Ministre                |
| --- | ----------------------- |
| Président de la République Ministre de la Défense nationale                                                                        | Abdelaziz Bouteflika    |
| Premier ministre | Abdelmalek Sellal       |
| Ministre délégué auprès du ministre de la Défense nationale                                                                        | Abdelmalek Guenaizia    |
| Ministre de l'Intérieur et des Collectivités locales                                                                               | Dahou Ould Kablia       |
| Ministre des Affaires étrangères                                                                                                   | Mourad Medelci          |
| Ministre de la Justice, Garde des Sceaux                                                                                           | Mohamed Charfi          |
| Ministre des Finances | Karim Djoudi            |
| Ministre de l’Énergie et des Mines                                                                                                 | Youcef Yousfi           |
| Ministre des Ressources en eau | Hocine Necib            |
| Ministre des Affaires religieuses et des Wakfs                                                                                     | Bouabdellah Ghlamallah  |
| Ministre des Moudjahidine | Mohamed Cherif Abbas    |
| Ministre de l'Aménagement du territoire, de l'Environnement et de la Ville                                                         | Amara Benyounès         |
| Ministre des Transports | Amar Tou                |
| Ministre de l'Éducation nationale                                                                                                  | Abdelatif Baba Ahmed    |
| Ministre de l’Agriculture et du Développement rural                                                                                | Rachid Benaïssa         |
| Ministre des Travaux publics | Amar Ghoul              |
| Ministre de la Solidarité nationale, de la Famille et de la Condition féminine                                                     | Souad Bendjaballah      |
| Ministre de la Culture | Khalida Toumi           |
| Ministre du Commerce | Mustapha Benbada        |
| Ministre de l’Enseignement supérieur et de la Recherche scientifique                                                               | Rachid Harraoubia       |
| Ministre des Relations avec le Parlement                                                                                           | Mahmoud Khedri          |
| Ministre de la Formation et de l’Enseignement professionnels                                                                       | Mohamed Mebarki         |
| Ministre de l’Habitat et de l’Urbanisme                                                                                            | Abdelmadjid Tebboune    |
| Ministre du Travail, de l'Emploi et de la Sécurité sociale                                                                         | Tayeb Louh              |
| Ministre de la Santé, de la Population et de la Réforme hospitalière                                                               | Abdelaziz Ziari         |
| Ministre du Tourisme et de l'Artisanat                                                                                             | Mohamed Benmeradi       |
| Ministre de la Jeunesse et des Sports                                                                                              | Mohamed Tahmi           |
| Ministre de l’Industrie, de la Petite et Moyenne Entreprise et de la Promotion de l’Investissement                                 | Cherif Rahmani          |
| Ministre de la Poste et des Technologies de l'information et de la Communication                                                   | Moussa Benhamadi        |
| Ministre de la Pêche et des Ressources halieutiques                                                                                | Sid Ahmed Ferroukhi     |
| Ministre de la Communication | Belaïd Mohand-Oussaïd   |
| Ministre délégué auprès du Ministre des Affaires étrangères chargé des Affaires maghrébines et africaines                          | Abdelkader Messahel     |
| Secrétaire d'État auprès du Premier ministre, chargé des Statistiques                                                              | Bachir Messaitfa        |
| Secrétaire d'État auprès du Ministre des Affaires étrangères, chargé de la Communauté nationale à l'étranger                       | Belkacem Sahli          |
| Secrétaire d'État auprès du Ministre de l'Aménagement du territoire, de l'Environnement et de la Ville, chargée de l'Environnement | Dalila Boudjemaa        |
| Secrétaire d'État auprès du Ministre du Tourisme et de l'Artisanat, chargé du Tourisme                                             | Mohamed Amine Hadj Said |
| Secrétaire d'État auprès du Ministre de la Jeunesse et des Sports, chargé de la Jeunesse                                           | Belkacem Mellah         |
| Ministre, Secrétaire général du gouvernement                                                                                       | Ahmed Noui              |